# Viscera Cleanup Detail
Viscera Cleanup Detail (укр. Детальне прибирання нутрощів) — відеогра у жанрі науково-фантастичний симулятор, в якій гравці мають прибрати криваві наслідки успішно відбитого вторгнення інопланетян. Гра була розроблена і видана південноафриканською студією інді-розробників RuneStorm і вийшла 4 квітня 2014 року через Steam Early Access. Повний реліз відбувся 23 жовтня 2015 року.

## Ігролад
У Viscera Cleanup Detail гравцям дається роль «прибиральників космічних станцій», завданням яких є прибирання та ремонт об'єктів, що були місцем кривавих боїв під час інопланетного вторгнення або іншої форми катастрофи. Завдання включають збір та утилізацію уламків, зокрема, розчленованих тіл прибульців і людей, відстріляних гільз і битого скла, поповнення настінних аптечок, ремонт кульових отворів у стінах, очищення підлог, стін і стель від бризок крові та слідів кіптяви, а також другорядні бонусні завдання. До них відносяться складання предметів, таких як ящики та бочки, у спеціально відведеній для цього зоні та заповнення звітів про катастрофи про події та смерті, що сталися на відповідному рівні.
Для виконання цих завдань гравці носять із собою швабру, щоб прибирати калюжі крові або кіптяву по всій станції, сенсорний пристрій, щоб виявити сліди біологічного або небіологічного безладу, і невеликий КПК, щоб робити нотатки на рівні. Гравці також можуть взаємодіяти з уламками та іншими предметами порожніми руками. Ще одним доповненням до гри стала мітла, яку гравці могли знайти на кожній карті гри, щоб підмітати гільзи або інше сміття, аніж підбирати кожну окремо.
На кожному рівні розставлені машини для прибирання, якими гравець повинен скористатися, щоб завершити операцію з прибирання: сміттєспалювач для утилізації сміття, видавач відер, який є єдиним джерелом чистої води, видавач сміттєвих баків, які можна використовувати для перенесення декількох менших предметів, таких як бляшанки, гільзи і навіть частини тіла, зварювальний апарат для ремонту кульових отворів у стінах, а також торговий автомат, де гравець може отримати додаткові предмети, такі як ліхтарі, засоби для поповнення аптечки, знаки «обережно, мокра підлога» і сигнальні ракети. Іноді автомати для видачі відер і сміттєвих баків можуть виходити з ладу і замість цього видавати один або кілька шматків закривавленого сміття, що призводить до появи додаткового сміття і плям крові, які потрібно прибирати.
Кров також може бути розлита при падінні сміття, спробі використовувати брудну швабру, розливанні використаних відер або коли гравець розносить кров з підошви своїх черевиків, тому необхідна певна обережність і планування, щоб уникнути повторного прибирання однієї і тієї ж ділянки кілька разів.
Гравці можуть закінчити в будь-який момент, щоб завершити рівень. Після завершення рівня гравці потрапляють до невеликої колекції кімнат, відомої як «Офіс». Кабінет діє як інтерактивний спосіб для гравців побачити, наскільки добре вони виконали попередній рівень. Окрім великого екрану звіту, на якому відображається результат гравця у вигляді перцентиля, в головній кімнаті «Офісу» також можна знайти кілька новинних статей, розкиданих по всій кімнаті. Ці детальні події, спричинені помилками гравця, такі як поїдання працівниками нутрощів, перечіпляння через відра, захлинання викинутими гільзами, показують гравцеві, що він міг пропустити при проходженні рівня. Офіс також слугує місцем для збору предметів, які можна принести з успішно пройдених рівнів через «Скриню прибиральника».
Обмежень за часом немає, але за неповне проходження рівня передбачені штрафні санкції. Якщо гравець недостатньо очистив рівень і набрав менше 75 %, його буде «звільнено», що призведе до перезавантаження Офісу, а всі предмети і зміни, зроблені в ньому, будуть втрачені.

## Окремі розширення
Під час розробки Viscera Cleanup Detail, RuneStorm створили два автономних доповнення до власної гри, які мали однакову механіку, але різні налаштування.
- Viscera Cleanup Detail: Shadow Warrior розгортається в першому розділі відеогри Shadow Warrior, компанії Flying Wild Hog де потрібно прибрати безлад, залишений Ло Вангом в оригінальній грі. Вона була випущена 11 жовтня 2013 року видавцем Devolver Digital[4].
- Viscera Cleanup Detail: Santa's Rampage розгортається на Північному полюсі, в майстерні Санти. Гравці опиняються в ситуації, коли Санта впадає в лють, вбиваючи своїх ельфів і північних оленів. Гра вийшла 13 грудня 2013 року[5].

## Доповнення
17 липня 2015 року, під час раннього доступу до гри, RuneStorm випустила DLC для Viscera Cleanup Detail, який включає повний саундтрек, що відтворюється на внутрішньому радіо в основній грі та обох окремих доповненнях.
29 жовтня 2015 року — всього через шість днів після повного релізу гри — у Steam з'явився гелловінське доповнення під назвою Viscera Cleanup Detail: House of Horror, в якому гравцеві належить дослідити злочин у будинок, де сталося масове вбивство.
10 грудня 2018 року вийшло нове DLC під назвою Viscera Cleanup Detail: The Vulcan Affair, де гравці повинні зачистити таємне острівне лігво суперлиходія, чиї плани на світове панування щойно були зірвані.

## Сприйняття
Перебуваючи у ранньому доступі, гра отримала кілька відгуків. Ден Вайтхед з Eurogamer написав, що в той час як багато відеоігор обертаються навколо концепції очищення екрану, наприклад, вбивства всіх ворогів або збору всіх жетонів, Viscera Cleanup Detail буквально втілює цю метафору. У статті для The A.V. Club Чез Еванс назвав гру коментарем до шутерів від першої особи, який фокусується на наслідках насильства. Після комерційного релізу гри, Філіпа Ворр з Rock, Paper, Shotgun включила її до свого списку найкращих ігор 2015 року, а пізніше описала мультиплеєр гри як спосіб не лише підтримувати зв'язок з людьми, але й дізнаватися про них через те, як вони підходять до виконання, здавалося б, буденних завдань гри.